# Заглада Надія Григорівна
Наді́я Григо́рівна Загла́да (нар. 1894 — пом. 1977) — передовик сільського господарства Української РСР і державний діяч. Герой Соціалістичної Праці (1961).

## Життєпис
Народилася 21 вересня 1894 року в селі Високому Волинської губернії Російської імперії (нині — Черняхівський район Житомирської області) в селянській родині.
У 1929 році очолила ланку новоствореного колгоспу імені 1 травня. У 1930-х роках, коли розгорнувся рух п'ятисотенниць, стала його започатківцем у рідному селі. У 1936 році її ланка виростила по 526 центнерів цукрових буряків з гектара. Ланка Н. Г. Заглади однією з перших довела можливість одержувати на Поліссі високі врожаї льону. У 1938 році члени її ланки зібрали з кожного гектара по 19,6 центнера волокна й 18,6 центнера насіння. Наступного року був досягнутий рекордний врожай льону: одержано 33 центнери льоноволокна і 18 центнери льононасіння з гектара на площі у 10 гектарів. За це всіх членів ланки затвердили учасниками 1-ї Всесоюзної сільськогосподарської виставки, а Н. Г. Заглада була нагороджена орденом Трудового Червоного Прапора. У 1940 році її ланка вперше у СРСР отримала два врожаї льону за рік. Член ВКП(б) з 1940 року.
У роки Другої світової війни та після її закінчення, Н. Г. Заглада всиновила і виховала 22-ох сиріт.
У 1961 році ланка Н. Г. Заглади однією з перших на Житомирщині почала успішно вирощувати кукурудзу.
У 1972 році вийшла на заслужений відпочинок, але до кінця життя залишалась «почесною ланковою».
Померла 27 вересня 1977 року. Похована в рідному селі.

## Державна і громадсько-політична діяльність
Депутат Верховної Ради УРСР 3-8-го скликань (1951—1975), член Президії Верховної Ради УРСР (1963—1967).
Обиралась депутатом XXII з'їзду КПРС (1961), а також XIX—XXIV з'їздів КПУ.

## Нагороди
Указом Президії Верховної Ради СРСР від 31 грудня 1961 року за видатні успіхи, досягнуті в роботі зі збільшення виробництва і здачі державі продуктів сільського господарства, Загладі Надії Григорівні присвоєне звання Героя Соціалістичної Праці з врученням ордена Леніна і золотої медалі «Серп і Молот».
Нагороджена двома орденами Леніна (26.02.1958, 31.12.1961), орденом Жовтневої Революції (08.04.1971), двома орденами Трудового Червоного Прапора (07.02.1939, 09.09.1964) і медалями.
Заслужений працівник сільського господарства Української РСР (1974).